# Raymond-Théodore Troplong
Raymond-Théodore Troplong, né le 8 octobre 1795 à Saint-Gaudens et mort le 1er mars 1869 à Paris, est un juriste et homme politique français du XIXe siècle.

## Biographie
Raymond-Théodore Troplong, né en 1795, devient avocat en 1819. En 1835, il est nommé conseiller à la Cour de Cassation. En 1840, il devient membre de l'Institut de France, Académie des sciences morales et politiques (section Législation). En 1846, il est élevé à la dignité de Pair de France.
En 1852, il devient président de la Cour de cassation.
Corédacteur du texte initial de la Constitution, il est nommé sénateur le 23 janvier 1852. Il est rapporteur du sénatus-consulte rétablissant l'Empire et légitime le coup d'État de Napoléon III par cet argument :

« La République est virtuellement dans l'Empire à cause du caractère contractuel de l'institution et de la communication et de la délégation expresse du pouvoir par le peuple ; mais l'Empire l'emporte sur la République parce qu'il est aussi la monarchie, c'est-à-dire le gouvernement de tous confié à l'action modératrice d'un seul avec l'hérédité pour condition et la stabilité pour conséquence. »

Il remplace le prince Jérôme Bonaparte lorsque celui-ci démissionne de son poste de président du Sénat le 30 décembre 1852. Il  conserve cette fonction pendant pratiquement tout le Second Empire, jusqu'à sa mort en 1869.
En 1858, il est nommé par un décret du 1er février membre du Conseil privé de l'Empereur.  Il est membre de l'Académie des sciences morales et politiques (section de Législation) de 1840 à1869.
Raymond-Théodore Troplong, qui est l'un des principaux juristes de son époque — il a été qualifié de « Portalis du Second Empire » — est l'auteur de nombreux ouvrages de droit, dans lesquels il défend une conception du droit qui fait une très large place à l'étude de la philosophie et de l'histoire. Il connait et discute l'œuvre de Friedrich Carl von Savigny, le fondateur de l'École historique du droit allemande, et défend des positions voisines mais distinctes, ce qui semble prouver, contrairement à ce qu'ont pu dire certains auteurs (Julien Bonnecase, L'École de l'Exégèse en Droit civil, 1924) dont l'influence sur la doctrine juridique française se fait encore sentir de nos jours, l'existence et la fécondité d'une École historique du droit française. Il est également l'inventeur du terme césarisme démocratique au sujet du Second Empire en 1852, qui désigne l'alliance de l'homme providentiel et des masses populaires.
Écrivain au style apprécié, il est par contre fort piètre orateur, ce qui lui vaut les sarcasmes de Prosper Mérimée : « Notre président, si justement nommé Troplong… ».
Il demande à être enterré à sa mort auprès de sa fille unique, Joséphine Marie-Louise, décédée à Plombières-les-Bains en octobre 1839 à l'âge de 8 ans. L'épouse du sénateur et mère de la fillette (1805-1881) repose aussi en ces lieux. Aujourd'hui encore, le Sénat s'occupe de l'entretien du tombeau.

## Décorations
- Grand-croix de la Légion d'honneur en 1855

## Ouvrages
- De la souveraineté des ducs de Lorraine sur le Barois mouvant et de l'inaliénabilité de leur domaine dans cette partie de leurs États. Grimblot, Nancy, 1832.
- Droit civil expliqué, Librairie de jurisprudence de H. Talier, Bruxelles, 1833-1835.
- Des privilèges et hypothèques ou commentaires du titre XVIII du livre III du Code civil, Hingray, Paris, 1833.
- Commentaire de la vente, 1833.
- De la vente ou commentaire du titre VI du livre III du Code civil, Hingray, Paris, 1834 (5e éd. mise en rapport avec la loi du 23 mars 1855 sur la transcription, Paris, 1856).
- De la prescription ou Commentaire du titre XX du livre III du Code civil, Hingray, Paris, 1835.
- De la nécessité de réformer les études historiques applicables au droit français
- De l'échange et du louage, commentaire des titres VII et VIII du livre IIl du Code civil, Hingray, Paris. 1840.
- De l'influence du christianisme sur le droit civil des Romains, Hingray, Paris, 1843.
- Du contrat de société civile et commerciale, ou Commentaire du titre IX du livre 111 du Code civil, Hingray, Paris, 1843.
- Des pouvoirs de l'État sur l'enseignement d'après l'Ancien Droit public français, Hingray, Paris, 1844.
- Du prêt : commentaire du titre X du livre III du Code civil, Hingray, Paris, 1845.
- Du dépôt et du séquestre et des contrats aléatoires : commentaire des titres XI et XII du Livre III du Code civil, Hingray, Paris, 1845.
- Du mandat : commentaire du titre XIII du livre III du Code civil, Hingray, Paris, 1846.
- Du cautionnement et des transactions : commentaire des titres XIV et XV du Livre III du Code civil, Hingray, Paris, 1846.
- Contraintes par corps en matière civile et de commerce : commentaire du titre XVI du libre III du Code civil, Hingray, Paris, 1847.
- Du nantissement, du gage et de l'antichrèse : commentaire du titre XVII du livre III du Code civil, Hingray, Paris, 1847.
- De la propriété d'après le Code civil, Pagnerre, Paris, 1848.
- Du contrat de mariage et des droits respectifs des époux : commentaire du titre V du livre III dit Code civil, Hingray, Paris, 1850.
- Des donations entre vifs et des testaments : commentaire du titre II dit livre III du Code civil, Hingray, Paris, 1850.
- Table alphabétique et analytique dit commentaire du titre V du livre III du Code civil, du contrat de mariage et des droits respectifs des époux, table publiée avec la seconde édition de l'ouvrage, Hingray, Paris, 1851.
- Du principe d'autorité depuis 1789, les marchands de nouveautés, Paris, 1853.